# 土木地質図
土木地質図（どぼくちしつず）とは、学問のためではなく実際に適用する、設計から施工及び維持管理までのサイクルを対象とし、地質解析図を元に工学的視点を付加した図の総称である。地質図の一種。

## 概要
土木地質図には、土木建設事業に携わる計画及び設計を行う技術者に、地域特有の地質環境と最適な調和をもって土木構造物を作り上げ、それを維持するための基礎資料となる情報が表現されている。
利用者を特定した必要情報が記載された図面であり、基礎データから必要情報を抽出したり、用途に応じた詳細な情報を記載し、地質学見地に新たな情報を付加する作業が行われる。
基礎となる地質には個性があり、更に地域毎に特化した特長を反映するため、細部の枠組みは個別に適切な表現方法が用いられている。

## 標準化
国際的にはWTOを中心にした、技術分野における標準化が進められた。これにより、任意の国内規格を対応すべく、TBT協定に基づいて整合性を図る必要性が生じた。しかしながら、実際に何がどの規格に適応するのか細部まで定められていないため、技術的優位性を持つ貿易輸出国に対する抑制となった。日本では、標準化に向けて建設CALSを導入し、情報基盤整備を進めるとともに、国際標準化機構（ISO）の動向に対応するJIS規格を介して整合性が図られている。

## 枠組みの整理
社団法人全国地質調査業協会連合会（略称：全地連）では、避けては通れない電子化を前提とした土木地質図の標準化作業が実施された。従来通り使用されていた現場毎の特徴的な重要性が損なわれないことを共通認識した整理が行われている。

### 土木地質図の特徴
1. 最大の利用者は土木技術者である。
2. 学問的な地質図をベースマップとし，対象物に即した工学的判断を表現している。
3. 地質名は工学的特徴を明確にするための「フィールド名」が利用されることが多い。
4. 対象物により図面の縮尺やレイアウト等が一般の地質図と異なる。

### 土木地質図の要求事項
1. 調査項目、調査内容、表示項目、内容、表示方法についての要求事項。
2. 内容：要求事項に応じた、地形の形状、地質の状況、構造物の配置、形状や基準線、調査、試験、計測などの位置、結果等々の情報。
3. 図の基本的構成：主体となる地質図と、説明のためのタイトル、凡例、方位記号、縮尺の標尺などで構成。
4. 図の方向：原則として対象とする構造物の配置・形状に合わせた図の方向。
5. 図の縮尺：記載精度により基図の縮尺を決定。
6. 記号および用語：学問的な地質図をベースに、工学的判断に必要な地質情報が必要。

## 関連の学問
自然環境を改変して土地を利用する土木建設に必要な情報を提供する地質学を土木地質学という。災害関連に特化した地質学を災害地質学といい、近年の多様性とともに学問の適用範囲も広がり近隣の学問を含めて、広義の意味で応用地質学と総称するようになった。